# SLAM!Schoolawards
SLAM!Schoolawards (eerder 538 Schoolawards) is een prijs, die van 2005 tot en met 2014 jaarlijks werd uitgereikt. Van 2005 t/m 2012 werd het door Radio 538 uitgereikt, maar in 2013 en 2014 werd dit gedaan door SLAM!.
Het radiostation ging voor deze prijs op zoek gaat naar de leukste school van Nederland. Aan deze verkiezing konden alleen Nederlandse middelbare scholen deelnemen, die zichzelf kandidaat konden stellen. De vijf scholen met de meeste stemmen werden genomineerd. De stemmen werden berekend in percentage ten opzichte van het aantal leerlingen die op de school zaten. Deze scholen werden door het Schoolawards Check-out Team bezocht. Tijdens dit bezoek moesten de leerlingen en leraren hen overtuigen dat het de leukste school van Nederland was. De winnende school kreeg de Schoolawards trofee en een groot schoolfeest voor alle leerlingen. Hoewel nooit officieel bevestigd is dat het evenement is gestopt zijn er sinds 2015 geen Schoolawards meer gehouden.

## Presentatie
- Barry Paf (2005-2008, 2010-2012)
- Kimberly van de Berkt (2005-2008, 2011-2012)
- Frank Dane (2009-2010)
- Daniël Lippens (2013)
- Ivo van Breukelen (2013)
- Michael Blijleven (2013)
- Menno de Boer (2013)
- Igmar Felicia (2014)
- Michael Blijleven (2014)

## Winnaars
- 2005: Zwijsen College, Veghel[1]
- 2006: Bogerman College, Sneek[3]
- 2007: Adelbert College, Wassenaar

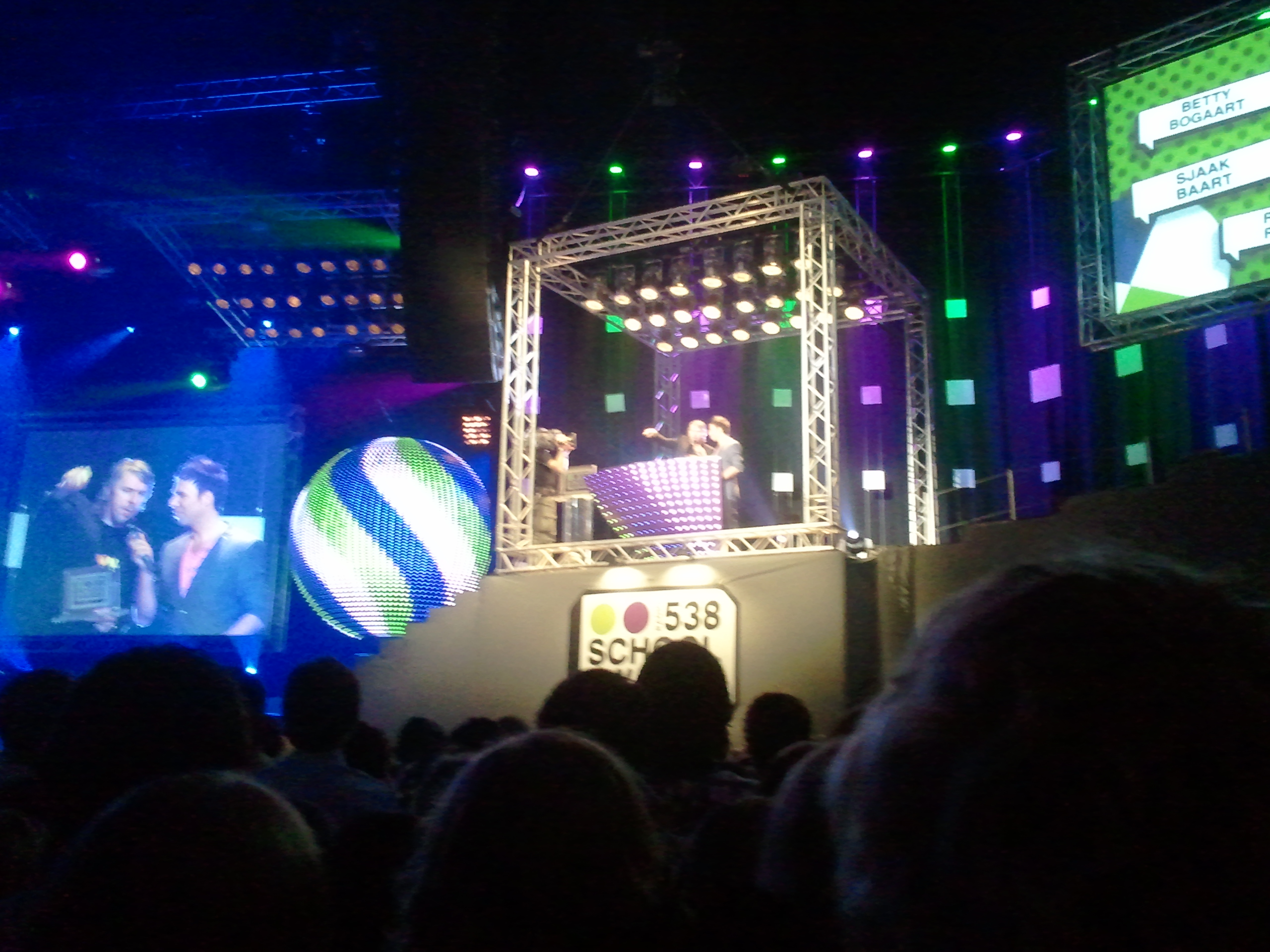
538 Schoolawards - uitreiking

- 2008: CSG Willem van Oranje, Oud-Beijerland
- 2009: Baudartius College, Zutphen
- 2010: Het Baarnsch Lyceum, Baarn
- 2011: Scholengemeenschap Spieringshoek, Schiedam
- 2012: Kalsbeek College, Woerden
- 2013: Van der Capellen Scholengemeenschap, Zwolle
- 2014: Christelijk Lyceum Veenendaal, Veenendaal

## Genomineerden
- 2009: Groen van Prinsterer College (Vlaardingen); CSG Liudger (Drachten); RSG Broklede (Breukelen); Atheneum College Hageveld (Heemstede); Baudartius College (Zutphen)
- 2010: Isendoorn College (Warnsveld); Het Baarnsch Lyceum (Baarn); Zwijsen College Veghel (Veghel); Groen van Prinsterer College (Vlaardingen);[4] Het Stedelijk Daltoncollege (Zutphen)
- 2011: Vlietland College (Leiden); Scholengemeenschap Spieringshoek (Schiedam); Coornhert Lyceum (Haarlem); Minkema College (Woerden); Amadeus Lyceum (Vleuten)
- 2012: Staring College, (Lochem); Lyceum Vos, (Vlaardingen); Zernike College, (Groningen); Zwijsen College, (Veghel); Kalsbeek College, (Woerden)
- 2013: Lyceum Sancta Maria, (Haarlem); Christelijke Scholengemeenschap Veenendaal, (Veenendaal); Lorentz Casimir Lyceum, (Eindhoven); De Lindenborg, (Leek); Van der Capellen Scholengemeenschap, (Zwolle)
- 2014: Scholengemeenschap Augustinianum, (Eindhoven); Carolus Clusius College, (Zwolle); Mondriaan College, (Oss); De Nijeborg, (Leek)